# Jósika-orgona
A Jósika-orgona (Syringa josikaea) az olajfafélék (Oleaceae) családjába tartozó faj, mely magyar orgona, illetve erdélyi orgona néven is ismert.

## Származása
Az Erdélyi-szigethegységben (Bihar és Alsófehér megye), a Kelet-Kárpátokban (Ung és Ugocsa megye) és Galíciában, nyirkos, párás völgyekben élő reliktum faj. Legközelebbi rokonai Kínában és a Himalájában találhatóak.

## Jellemzői
Felálló ágú, 3-4 méteres cserje, hosszúkás és mindkét végén hegyes levelekkel. Jellemző sajátossága, hogy virágzatát 1 db csúcsrügyből, kevés levelű hajtás végén hozza. A virágok ezért a közönséges orgonánál 1-2 héttel később, május második felében nyílnak, enyhén illatosak.
Nem ad olyan szép díszt, mint a közönséges orgona, ezért közkertekben ritkán találkozunk vele. Jó kerti viszonyokat kíván, bírja a nyirkos talajt.
Nálunk néha a Jósika-orgona kelet-ázsiai rokonait is ezen a néven telepítik, amelyek az említett fajtól igen nehezen különböztethetők meg.